# Antigonos von Nikaia
Antigonos von Nikaia (altgriechisch Ἀντίγωνος ὁ Νικαεύς, lateinisch Antigonus Nicaenus) war ein hellenistischer Astrologe.
Antigonos verfasste in der 2. Hälfte des 2. Jahrhunderts oder Anfang des 3. Jahrhunderts ein Lehrbuch der Astrologie, in dem auch mehrere Beispielhoroskope erscheinen. Das Werk, das mindestens vier Bücher umfasste, ist nur in wenigen Fragmenten überliefert. Drei Beispielhoroskope sind jedoch in den Apotelesmatika des Hephaistion von Theben enthalten, eines davon das Geburtshoroskop des Kaisers Hadrian und eines von dessen Großneffen Gnaeus Pedanius Fuscus Salinator (gest. 136). Da Antigonos den Tod Hadrians 138 erwähnt, setzt das einen terminus post quem für das Werk und auch für das Wirken des Antigonos. Hephaistion erwähnt auch die Herkunft des Antigonos aus Nikaia in Bithynien.
Es handelt sich bei diesen drei Beispielhoroskopen um die ausführlichsten überlieferten hellenistischen Geburtshoroskope, weshalb sie für das Verständnis der astrologischen Praxis in der Antike von großer Bedeutung sind. Hephaistion sagt über Antigonos auch, dass er der Tradition von Petosiris und Nechepso folgte, zwei halblegendären frühen ägyptischen Astrologen, allerdings manchmal von deren Praxis abwich, wofür Hephaistion ihn kritisierte. Antigonos soll Hephaistion zufolge auch der Pentadenlehre der Salmeschiniaka gefolgt sein, einem ebenfalls aus der Frühzeit der hellenistisch-ägyptischen Astrologie datierenden Werk.
Der Titel des Werkes ist nicht bekannt. Auch über Inhalt und Gliederung können nur Vermutungen angestellt werden. Da Rhetorios auf ein 4. Kapitel des 4. Buches verweist, muss das Werk mindestens vier Bücher umfasst haben. Ob das Werk daher ähnlich in 5 Bücher gegliedert war wie der Tetrabiblos des Ptolemäus, ist Spekulation. Die Annahme, das Werk hätte nur Beispielhoroskope enthalten, ist unzutreffend.
Der sogenannte Anonymus von 379 erwähnt Antigonos in einer kurzen Chronologie von Astrologen, wo Antigonos auf Vettius Valens folgend erscheint. Erstmals erwähnt wird er von Porphyrios in dessen Einführung zu den Apotelesmatika des Ptolemäus. Aus diesen beiden ergäbe sich, dass Antigonos um 200 gelebt hat, hätte sich nicht der betreffende Abschnitt bei Porphyrios inzwischen als Fälschung erwiesen. Nach Forschungen von David Pingree ist Antigonos jedoch früher zu datieren, und zwar als ein Zeitgenosse des Antiochos von Athen um 150.
In der Schrift περὶ ἰοβόλων καὶ δηλητηρίων φαρμάκων des Pseudo-Aelius Promotus wird ein Arzt namens Antigonos aus Nikaia erwähnt. Man geht davon aus, dass der Arzt und der Astrologe die gleiche Person sind, unter anderem da die Verbindung von Astrologie und Medizin in der Iatromathematik von Anfang an Teil der Tradition war, zu der auch die von Antigonos zitierten Petosiris und Nechepso gehören.